# District de Sheohar
Le district de Sheohar est un district de l'état du Bihar, en Inde.

## Géographie
Au recensement de 2011, sa population compte 656 916 habitants.
Son chef-lieu est la ville de Sheohar. 